# Thomas Le Breton (sportif)
Pour les articles homonymes, voir Thomas Le Breton et Le Breton.
Thomas Le Breton  est un coureur de l'équipe de France de voile olympique. Licencié à la Société des régates de Brest, il est également membre de l'équipe de France militaire. Après plusieurs années en Laser, il change de support en 2009 et arrive sur le circuit des Finn.

## Palmarès
Classé parmi les coureurs de la Fédération française de voile.

### Championnat du monde
- 2e des Jeux mondiaux de la voile  Laser en 2006
- 8e du championnat du monde ISAF de Laser en 2007
- 5e du championnat du monde en Finn en 2010

### Championnat d'Europe
- 17e au championnat d'Europe de Finn en 2009